# Thomas B. Dewey
Thomas Blanchard Dewey (Elkhart, 6 marzo 1915 – Tempe, aprile 1981) è stato uno scrittore statunitense.

## Biografia
Autore di polizieschi hard boiled ma anche, all'inizio della carriera, di gialli di impostazione più tradizionale, Thomas B. Dewey ha pubblicato anche con gli pseudonimi Cord Wainer e Tom Brandt. Nato nell'Indiana, Dewey ha creato tre serie letterarie: la prima è dedicata a Singer Batts, detective che figura in quattro romanzi pubblicati tra il 1944 e il 1951, la seconda a Mac Robinson, detective privato di Chicago che, negli anni Sessanta, sposta la sua attività a Los Angeles, la terza a Pete Schoefield, un investigatore che risolve i casi con l'aiuto della moglie Jeannie. Laureato in scienze dell'educazione, Dewey ha dapprima lavorato per il Dipartimento di Stato e, in seguito, per numerosi giornali e case editrici. Nel 1973, trasferitosi in California, ha conseguito un master in letteratura inglese. Fino al 1977 ha quindi insegnato all'università dell'Arizona, Stato in cui è scomparso nel 1981. Oltre ai romanzi, Dewey ha pubblicato più di cinquanta racconti.
Il suo personaggio più famoso è stato sempre conosciuto dai lettori come Mac. Solo nel 1969 Dewey si decide a fornirgli un cognome, ovvero Robinson. Questa procedura ispirerà Bill Pronzini a fare qualcosa di simile con la sua creazione più nota, l'investigatore cosiddetto Senzanome, così ribattezzato perché l'autore non ne indicherà mai l'identità.

## Opere

### Serie Mac
- Draw the Curtain Close, 1947
  - Serenata a bruciapelo, Gialli Classici Aurora N. 7, 1961
- Every Bet's a Sure Thing, 1953
  - Morire è un po' partire, Il Giallo Mondadori n. 384, 1956
- Prey for Me, 1954
  - Il mondo dei duri, I Classici del Giallo Mondadori n. 47, 1968
- The Mean Streets, 1954
  - Un'arma per la duchessa, Il Giallo Mondadori n. 375, 1956
- The Brave, Bad Girls, 1956
  - Troppe donne, Il Poliziesco Ed. Romana Grani N. 3, 1956 (Versione abbreviata)
  - Ridevano i demoni, I Classici del Giallo Mondadori n. 80, 1970
- You've Got Him Cold, 1958
  - Crepa, piedipiatti!, Il Giallo Mondadori n. 375, 1956
  - Crepa, piedipiatti!, I Classici del Giallo Mondadori n. 548, 1959
- The Chased and the Unchaste, 1959
  - Guardia del corpo, Il Giallo Mondadori n. 569, 1959
  - Guardia del corpo, I Classici del Giallo Mondadori n. 92, 1970
- How Hard to Kill, 1962
  - Uccidere che fatica!, Il Giallo Mondadori n. 745, 1963
- A Sad Song Singing, 1963
  - Canto di morte, Il Giallo Mondadori n. 802, 1964
- Don't Cry for Long, 1964
  - Mac di Chicago, Il Giallo Mondadori n. 879, 1965
- Portrait of a Dead Heiress, 1965
  - Ritratto di un'ereditiera, Longanesi, Psico n. 9 1967
- The Big Job[1], 1965
- Deadline, 1966
  - Più morto che vivo, Il Giallo Mondadori n. 1031, 1968
- Death and Taxes, 1967
  - Chicago è sempre Chicago, Il Giallo Mondadori n. 1068, 1969
- The King Killers, 1968
- The Love-Death Thing, 1969
  - Mac e gli angeli di Los Angeles, Il Giallo Mondadori n. 1152, 1971
- The Taurus Trip, 1970
  - Sei in gamba, Mac!, Il Giallo Mondadori n. 1201, 1972

### Serie Pete Schoefield
- And Where She Stops, 1957
  - Qualcosa che scotta, Serie Gialla Ed. Garzanti N. 182, 1960
- Go To Sleep, Jeannie, 1959
  - Il ricatto si paga, Serie Gialla Ed. Garzanti N. 192, 1961
- Too Hot For Hawaii, 1960
  - Troppo calda per le Hawaii, I Gialli Neri, Edizioni Sugar, 1962
- The Golden Hooligan, 1961
  - Piombo a gogò, Il Giallo Mondadori n. 721, 1962
- Go Honeylou, 1962
  - Scorta armata, Il Giallo Mondadori n. 816, 1964
- The Girl With The Sweet Plump Knees, 1963
- The Girl in the Punchbowl, 1964
  - La ragazza nel bicchiere, Gialli Proibiti Ed. Longanesi N. 13, 1969
- Only on Tuesdays, 1964
  - Solo di martedì, Suspense I° Serie Ed. Longanesi N. 65, 1967
- Nude in Nevada, 1964

### Altre opere
- Hue And Cry, 1944
  - Singer Batts investigatore, Gialli del Secolo Casini N. 65, 1953
  - Delitti riservati, Gialli Classici Aurora N. 13, 1961
- As Good as Dead, 1946
  - È scomparsa una donna, Gialli del Secolo Casini N. 4, 1952
- Mourning After, 1950
  - Il lutto veste di nero, Gialli del Secolo Casini N. 80, 1953
- Handle with Fear, 1951
  - Paura, Gialli del Secolo Casini N. 24, 1952
  - Ritmo di paura, Gialloromnanzo Ed. Athena N. 6, 1960
- My Love Is Violent, 1956
  - Resa a discrezione, Il Giallo Mondadori n. 579, 1960
  - Resa a discrezione, I Classici del Giallo Mondadori n. 101, 1970
- The Case of the Murdered Model, 1959
- The Girl Who Wasn't There, 1960
  - Senso di colpa, Il Giallo Mondadori n. 645, 1961
  - Senso di colpa, I Classici del Giallo Mondadori n. 124, 1971
- Hunter at Large, 1961
  - Razza di duri, Il Giallo Mondadori n. 702, 1962
  - Razza di duri, I Classici del Giallo Mondadori n. 108, 1971
- A Season for Violence, 1966
  - L'estate troppo calda, Suspense II° Serie Ed. Longanesi N. 16, 1969